# 凤尾镇
凤尾镇是中国云南省临沧市镇康县下属的一个镇，位于镇康县中部，面积214.5平方公里，人口17218人（2008年），下辖1个居委会和6个行政村。
凤尾镇原为镇康县县城所在地，2005年，县城迁往南伞镇。

## 行政区划
凤尾镇下辖以下地区：
中社区、大峪沟矿务局社区、新山村、民权村、薛庄村、钟岭村、黑龙潭村、桥沟村、海上桥村、杏花村、杨里村、柏林村、王河村、大峪沟村、寨坡村、将军岭村、董陵村、韩码村、三官庙村、和沟村、岳寨村、玉皇庙村、磨岭村和胡家沟村。